# Nemesio Apocalo
Nemesio Apocalo Sendero (n. Santa Cruz de la Sierra, Bolivia; 8 de agosto de 1827 - f. septiembre de 1862) fue un escritor boliviano.
Hijo de padres agricultores dueños de tierra en su país natal, fue uno de los autores más innovadores del siglo XIX pero de los menos reconocidos por su legado como influencia para la literatura ficticia moderna. 

## Biografía
Desde muy joven mostró un interés por la letra y la escritura, pero debido a las expectativas de responsabilidad que su padre esperaba un día heredara de él acerca del negocio familiar, se le hacía difícil el poder desarrollarse en su área de interés. A la edad de los quince años muere su madre y su padre cae en una depresión profunda. Un Año más tarde Nemesio encuentra a su padre muerto, se había suicidado. Sin rumbo ni guía, Nemesio decide seguir su pasión por la escritura y decide vender las tierras que había heredado para poder estudiar. Un año más tarde es admitido en la Universidad de Barcelona donde obtiene un grado en Letras. Luego de esto empieza a trabajar en su país natal como escritor para un periódico local pero sin abandonar su amor por la escritura. Con el tiempo empieza a publicar sus obras la primera de estas siendo "Inocencia Inexistente". Con el pasar del tiempo siguió publicando sus libros e historias cortas pero no fue hasta su última pieza que cautivo la atención de los críticos.
El 13 de septiembre de 1862 fue encontrado muerto en su habitación pero al parecer llevaba varios días de fallecido, las causas de su muerte no están completamente claras.

## Estilo
Se distingue por ser explícito y realista acerca de la crueldad de la vida. Se especializa en aplicar situaciones reales en un mundo de fantasía con lo cual atrae al lector a otra dimensión pero sin removerlo de la realidad y modernidad de los problemas que indaga. 

## Obra
Su publicación más reconocida lo fue "Soledad, compañera hasta la muerte", un conjunto de cuentos cortos que exploran inquietudes, paradojas y observaciones acerca de la dualidad de la vida y la muerte entre otros temas. Esta publicación ganó el premio Vernant en el 1858. A pesar de que fue reconocido en ese momento, en la actualidad no hay mucha información disponible acerca de la vida y obra de este autor y solo se reconoce su magnitud como influencia para los autores del siglo XX por unos pocos conocedores.